# 鳥羽博剛
鳥羽 博剛（とば ひろたか、1979年12月17日 - ）は、日本テレビコンテンツ制作局所属のプロデューサー。同局の元アナウンサー、報道局社会部記者、情報・制作局情報センター、報道局ニュースセンタープロデューサー。

## 来歴
東京都港区出身。暁星高等学校、早稲田大学商学部卒業。
大学を卒業後、2004年4月に日本テレビに入社。同期の中野謙吾、脊山麻理子とともに同局のアナウンサーになる。
人事異動により、2010年6月30日をもって編成局アナウンス部を離れる。その後は2017年5月31日まで報道局社会部に、2018年5月31日まで情報カルチャー局に在籍。翌6月1日からは情報・制作局に所属している。

## 制作転向後の担当番組
- シューイチ - 日曜プロデューサー。
- Oha!4 NEWS LIVE - プロデューサー。
- スッキリ - プロデューサー。2017年6月から1か月間は特定曜日のみのプロデューサーを務めていた。

## アナウンサー・記者時代の担当番組
- ポシュレ・ヌーボー - リポーター
- ザ!情報ツウ800 - 秘湯コーナーリポーター
- 午後は○○おもいッきりテレビ - リポーター（2004年11月 - ）
- あさ天サタデー - 新聞コーナー担当（2005年4月 - ）
- TVおじゃマンボウ - 「マンボウ探偵団」担当（2005年4月 - ）
- NNN24スーパースポーツ24（日テレNEWS24、2005年10月 - ）
- ラジかる!! - 「まちゃまちゃの大食い完食道場破りッ！」実況担当（2005年10月 - ）
- NNN Newsリアルタイム - 取材キャスター
- news every. - 取材リポーター[3]